# She Creature
She Creature (Mermaid Chronicles Part 1: She Creature) is een Amerikaanse horrorfilm, geregisseerd door Sebastian Gutierrez, met in de hoofdrollen Rufus Sewell, Carla Gugino en Rya Kihlstedt als de zeemeermin.

## Verhaal
Ierland 1905: Angus Shaw exploiteert een reizend circus met bezienswaardigheden als Gaspar de Zombie, de Siamese tweeling en hoofdattractie Lily the Colossal Beast, een zeemeermin. Natuurlijk zijn al deze wezens gewoon verklede werknemers, ook Lily, die de vriendin van Angus is. Maar door de overtuigende optredens halen ze toch heel wat geld op. Na een succesvolle avond blijkt een oude man uit het publiek te zijn achtergebleven en hij ontdekt dat Lily geen echte zeemeermin is. De man wordt onwel, waarop Angus en Lily besluiten de man thuis te brengen, waar ze ontdekken dat deze heer Woolrich in zijn landhuis een echte zeemeermin gevangen houdt. Die nacht keert Angus samen met Bailey, die in het circus de zombie speelt, terug naar het huis van Woolrich om de zeemeermin te stelen. Dit lukt, maar de oude man komt hierbij om het leven.
Angus, Bailey, Gifford en Lily reizen de volgende dag met de zeemeermin op het zeilschip Mary Celeste naar New York, de rest van het circus zal later volgen. Op het schip kunnen ze de zeemeermin in eerste instantie verborgen houden en ze begint een vreemde mentale band te vormen met Lily. Maar dan dienen de problemen zich aan: de matroos Miles probeert Lily te chanteren met haar duistere verleden, er verdwijnt een bemanningslid en tot overmaat van ramp wordt de zeemeermin door de bemanning ontdekt. Lily begint de door Angus gestolen aantekeningen van Woolrich over de zeemeermin door te bladeren en ontdekt dat Woolrich en zijn vrouw de zeemeermin hebben gevoerd met mensenvlees, en dat ze later ook Woolrich's vrouw heeft opgegeten.
De sfeer aan boord wordt grimmiger wanneer de zeemeermin ook de kapitein begint te beïnvloeden en de onvruchtbare Lily zwanger blijkt te zijn. Na Miles vermoordt het zeewezen ook Bailey, waarna iedereen aan boord weet dat ze een menseneetster is. Dan verandert ze in een menselijke gedaante en wordt ze belaagd door de bemanning. De kapitein, die onder invloed van het wezen de koers heeft veranderd naar haar thuiseiland pleegt zelfmoord en de zeemeermin verandert verder in de machtige, moordlustige meerminkoningin, die het schip met de opvarenden naar de verboden eilanden voert, waar haar onderdanen al op haar wachten.

## Rolbezetting
| Acteur             | Personage          | Omschrijving                                    |
| ------------------ | ------------------ | ----------------------------------------------- |
| Rufus Sewell       | Angus Shaw         |                                                 |
| Carla Gugino       | Lilian "Lily" Shaw | Angus' vriendin; Het vrouwelijke hoofdpersonage |
| Rya Kihlstedt      | Zeemeermin         | De belangrijkste antagonist                     |
| Reno Wilson        | Bailey             | Zeemeermin's tweede slachtoffer                 |
| Aubrey Morris      | Mr. Woolrich       |                                                 |
| Gil Bellows        | Miles              | Zeemeermin's eerste slachtoffer                 |
| Jim Piddock        | Kapitein Dunn      |                                                 |
| Mark Aiken         | Gifford            |                                                 |
| Fintan McKeown     | Skelly             |                                                 |
| Dan Hildebrand     | Christian          | Matroos van Marie Celeste                       |
| Jon Sklaroff       | Eddie              | Andere matroos van Marie Celeste                |
| David Nott         | Kok                | Andere matroos van Marie Celeste                |
| Hannah Sim         | Zeemeerminkoningin |                                                 |
| Isabella Gutierrez | Miranda            | Lily's dochter                                  |

## Weetjes
- Het zeilschip in deze film werd eerder gebruikt in de film Amistad.
- De rol van mr. Woolrich werd eerst aangeboden aan Christopher Lee, maar die sloeg de rol af.
- She Creature was de eerste film uit een serie HBO-televisiefilms die waren geïnspireerd op de Creature Features, monsterfilms uit de jaren 50 van Samuel Z. Arkoff.